# Sandy Evrard
Sandy Evrard (5 mei 1969) is een Belgische politicus. Hij is liberaal burgemeester van Mesen.

## Biografie
Zijn ouders hadden in Mesen een beenhouwerij en een café-restaurant. Hij ging naar de lagere school in Mesen. Hij volgde drie jaar middelbaar onderwijs in Kortrijk en studeerde er daarna drie jaar slager-spekslager. Daarna volgde hij in Kortrijk nog een jaar slachter en een jaar bedrijfsbeheer en traiteur. Hij ging daarna in de voedingssector werken en werkte 14 jaar in een slachthuis in Wijtschate. Hij was ook cateringsverantwoordelijke voor de scholengroep Westhoek.
Hij ging in de gemeentepolitiek in Mesen en werd in 1995 gemeenteraadslid en direct ook al tweede schepen voor de lokale lijst MLM (Mesense Liberalen/Libéraux Messinois). Na de verkiezingen van 2000 werd hij eerste schepen en tijdens de bestuursperiode volgde hij in 2002 Jean Liefooghe op als burgemeester. In 2006 werd hij herverkozen. Bij het "Grote Buurtonderzoek" van de krant Het Nieuwsblad in 2006 werd hij uitgeroepen tot "Sympathiekste burgemeester" van Vlaanderen.
Bij de Vlaamse verkiezingen van 2004 en de federale verkiezingen van 2007 stond hij op de senaatslijst van de liberale Open Vld.